# حرب الفراولة (فلم)
حرب الفراولة فيلم مصري بطولة محمود حميدة ويسرا وسامي العدل

## قصة الفيلم
تتمتع فردوس أو فراوله (بسرا) بجمال أخاذ رغم فقرها الشديد الذي يدفعها لتكون بائعة ورد متجوله في الشوارع. يقع في حبها حمامه (محمود حميدة) بائع التفاح المتجول الفقير لكنه غني بحبها ويتمتع بعفويه وصدق مشاعر. بالرغم من سرعة غضبه ورغم أن فراوله تبادله الحب إلا أنه يؤجل مشروع زواجهما لإفلاسه المالي المزمن. في نفس الوقت، يعانى الثري ثابت وجدى (سامي العدل) من الفراغ والوحدة والاكتئاب فأمامه جميع متع الحياة من طعام وشراب وفتايات حسان وسفر للخارج لكنه لا يشعر بمذاق الحياة. يتجول ثابت بسياره فارهه في الشوارع والمناطق الشعبية بحثا عن السعادة خاصه بعد وفاة ابنه الوحيد ثم يقع نظر ثابت على حمامه وخطيبته فراوله يتضاحكان في سعاده فيقرر الدخول إلى حياتهما والتعامل معهما بنظام المقايضة أن ياخذ منهما السعادة ويمنحهما المال ليحققا به احلامهما.
الممثلين :
- محمود حميدة في دور حمامة
- سامى العدل في دور ثابت وجدى
- يسرا في دور فردوس (فروالة)
- امينة رزق في دور ام حمامة
- سحر رامي في دور لولا
- حسن مظهر في دور سحس

فريق العمل :
قصة، سيناريو، حوار
- مدحت العدل

مونتاج
- نادية شكرى

موسيقى تصويرية
- رياض الهمشرى

تصوير
- سمير فرج

إنتاج
- العدل فيلم

إخراج
- خيري بشارة

## وصلات خارجية
- حرب الفراولة على موقع قاعدة بيانات الأفلام العربية
- حرب الفراولة على موقع قاعدة بيانات الفيلم (الإنجليزية)
- حرب الفراولة على موقع ليتربوكسد (الإنجليزية)